# 아베 히로키
아베 히로키(일본어: 安部 裕葵, 1999년 1월 28일 ~ )는 일본의 축구 선수로, 포지션은 공격수이다. 2023년 현재 J1리그의 우라와 레드 다이아몬즈에서 활약하고 있다.

## 구단 경력
아베 히로키는 혼다 게이스케가 운영하는 유소년 축구 아카데미인 S.T. 풋볼 클럽에서 축구를 배우기 시작했으며, 후에 히로시마현의 세토우치 고등학교로 진학하였다. 2016년 히로시마에서 열린 전국 고등학교 체전에서 3골을 기록하며, 팀의 8강 진출에 공헌하였다. 대회에서는 준우승에 머물렀다. 2016년 9월 24일 아베는 J1리그의 가시마 앤틀러스의 입단이 확정되었으며, 이는 S.T. 풋볼 클럽이 배출한 1호 프로 선수였다.
2017 시즌 4월 1일 5라운드 오미야 아르디자와의 경기에 출전하여 가시마 앤틀러스에서 데뷔하였다. 4월 22일 8라운드 주빌로 이와타전에서는 첫 선발 경기를 치렀다. 6월 21일 천황배 2라운드 FC 마루야스 오카자키와의 경기에서 프로 데뷔 이후 첫 득점을 성공시켰다. 7월 29일 방포레 고후와의 경기에서 J리그 데뷔골을 터뜨렸다.
2019년 7월 12일 가시마 앤틀러스는 아베 히로키의 바르셀로나 B로 이적을 공식 발표하였다

## 국가대표팀 경력
그는 2019년 코파 아메리카에 참가할 일본 국가대표팀에 발탁되었으며, 6월 17일 칠레와의 경기에서 데뷔했다. 그는 국제 A매치 통산 3경기에 출전했다.

## 통계

### 구단
| 선수 기록  | 선수 기록       | 선수 기록  | 리그 | 리그 | FA컵 | FA컵 | 리그컵 | 리그컵 | 대륙대회 | 대륙대회 | 총합 | 총합 |
| 시즌       | 구단            | 리그       | 출장 | 득점 | 출장 | 득점 | 출장   | 득점   | 출장     | 득점     | 출장 | 득점 |
| 일본       | 일본            | 일본       | 리그 | 리그 | FA컵 | FA컵 | 리그컵 | 리그컵 | 대륙대회 | 대륙대회 | 총합 | 총합 |
| ---------- | --------------- | ---------- | ---- | ---- | ---- | ---- | ------ | ------ | -------- | -------- | ---- | ---- |
| 2017       | 가시마 앤틀러스 | J1         | 13   | 1    | 2    | 2    | 1      | 1      | 1        | 0        | 16   | 3    |
| 커리어통산 | 커리어통산      | 커리어통산 | 13   | 1    | 2    | 2    | 1      | 1      | 1        | 0        | 17   | 4    |

### 국가대표팀
| 일본 | 일본 | 일본 |
| 연도 | 출전 | 득점 |
| ---- | ---- | ---- |
| 2019 | 3    | 0    |
| 통산 | 3    | 0    |

## 수상

### 구단

#### 가시마 앤틀러스
- J리그 슈퍼컵

(우승 1회) : 2017